# Època preestadística
Època preestadística és un concepte utilitzat per la demografia i per altres ciències socials, per al·ludir al període anterior a l'existència de censos de població moderns, és a dir, amb finalitat estrictament demogràfica i amb una periodicitat establida per l'Estat. A Espanya, el primer cens de la sèrie estadística es va fer l'any 1857, per la qual cosa, tots els registres anteriors pertanyen a l'època preestadística.